# Marijo Dodik
Marijo Dodik (Sarajevo, 18 febbraio 1974) è un ex calciatore bosniaco.
Il 21 ottobre 2000 segnò con la maglia del Slaven Belupo 6 reti nella partita contro il Varaždin diventando il marcatore più prolifico in una singola partita di 1. HNL.
Nella stessa stagione si posizionò secondo nella classifica marcatori.

## Statistiche

### Cronologia presenze e reti in nazionale
| Cronologia completa delle presenze e delle reti in nazionale ― Bosnia ed Erzegovina | Cronologia completa delle presenze e delle reti in nazionale ― Bosnia ed Erzegovina | Cronologia completa delle presenze e delle reti in nazionale ― Bosnia ed Erzegovina | Cronologia completa delle presenze e delle reti in nazionale ― Bosnia ed Erzegovina | Cronologia completa delle presenze e delle reti in nazionale ― Bosnia ed Erzegovina | Cronologia completa delle presenze e delle reti in nazionale ― Bosnia ed Erzegovina | Cronologia completa delle presenze e delle reti in nazionale ― Bosnia ed Erzegovina | Cronologia completa delle presenze e delle reti in nazionale ― Bosnia ed Erzegovina |
| Data                                                                                | Città                                                                               | In casa                                                                             | Risultato                                                                           | Ospiti                                                                              | Competizione                                                                        | Reti                                                                                | Note                                                                                |
| ----------------------------------------------------------------------------------- | ----------------------------------------------------------------------------------- | ----------------------------------------------------------------------------------- | ----------------------------------------------------------------------------------- | ----------------------------------------------------------------------------------- | ----------------------------------------------------------------------------------- | ----------------------------------------------------------------------------------- | ----------------------------------------------------------------------------------- |
| 14-5-1998                                                                           | La Plata                                                                            | Argentina                                                                           | 5 – 0                                                                               | Bosnia ed Erzegovina                                                                | Amichevole                                                                          | -                                                                                   | 55’                                                                                 |
| 15-8-2001                                                                           | Sarajevo                                                                            | Bosnia ed Erzegovina                                                                | 2 – 0                                                                               | Malta                                                                               | Amichevole                                                                          | -                                                                                   | 46’                                                                                 |
| 7-10-2001                                                                           | Zenica                                                                              | Bosnia ed Erzegovina                                                                | 5 – 0                                                                               | Liechtenstein                                                                       | Qual. Mondiali 2002                                                                 | 1                                                                                   |                                                                                     |
| 27-3-2002                                                                           | Sarajevo                                                                            | Bosnia ed Erzegovina                                                                | 4 – 4                                                                               | Macedonia del Nord                                                                  | Amichevole                                                                          | -                                                                                   | 67’                                                                                 |
| Totale                                                                              |                                                                                     | Presenze                                                                            | 4                                                                                   |                                                                                     | Reti                                                                                | 1                                                                                   |                                                                                     |

## Palmarès

### Individuale
- Capocannoniere del Coppa Intertoto UEFA: 2

2001 (6 gol a pari merito con Nicolas Goussé), 2002 (6 gol a pari merito con João Pedro) 